# Nina Zimmermann
Nina Zimmermann (* 12. Oktober 1977 in Hamburg) ist eine deutsche Hörfunkmoderatorin.

## Leben und Karriere
Zimmermann begann ihre Ausbildung 1999 beim Aus- und Fortbildungskanal M94.5 in München, dort war sie auch in der Hardcoreshow Magic Moshroom und der Live-Sendung M94.5 Funkraum zu hören. 2002 arbeitete sie beim Mittelwellensender Megaradio. Ab 2003 moderierte sie bei Fritz (RBB) die Morningshow mit Stephan Michme und Carsten Rochow. Sie berichtete von Spielen der Eisbären Berlin und Alba Berlin.
2009 ging sie zudem als Moderatorin zu on3-radio nach München. Von 2010 bis 2022 moderierte sie bei N-Joy in Hamburg und war bis Anfang 2012 einmal die Woche im Blue Moon bei Fritz zu hören. Von Mitte 2013 bis 1. April 2022 moderierte Zimmermann zusammen mit Christian Haacke die Nachmittagsshow N-JOY mit Nina und dem Haacke (montags bis freitags 15 bis 19 Uhr). Seit April 2022 gehört sie fest zum Moderatorenteam vom Radiosender NDR Info, zuvor vertretungsweise.
Sie war für den Deutschen Radiopreis 2012 in der Kategorie „Beste Moderatorin“ nominiert.
Zur Bundestagswahl 2013 moderierte Zimmermann mit ihrem N-Joy-Kollegen Andre Steins die Sendung Kanzlercheck mit Angela Merkel und Peer Steinbrück. Dafür wurde sie 2014 mit dem Deutschen Radiopreis in der Kategorie Beste Sendung ausgezeichnet.